# Грб Казашке ССР
Грб Казашке ССР усвојила је влада Казашке ССР 26. марта 1937. Грб се базира на грбу Совјетског Савеза. Приказује симболе пољопривреде, два струка пшенице који се налазе са стране. У средини грба се налази срп и чекић и црвена звезда, симболи комунизма, а у позадини излазеће сунце. У склопу грба се налази и мото Совјетског Савеза „Пролетери свих земаља, уједините се!“ написан на казашком (Барлық елдердің пролетарлары, бірігіңдер!) и руском језику. У дну грба се налазе казашка и руска скраћеница за „Казашку Совјетску Социјалистичку Републику“.
Године 1978, срп на грбу стављен је испред чекића.
Грб је био важећи до 26. децембра 1991, када је замењен данашњим грбом Казахстана.